# Gustav Heine von Geldern
Gustav Heine, depois de 1870, Gustav Freiherr Heine von Geldern (18 de junho de 1812, em Düsseldorf - 15 de novembro de 1886, em Viena) era jornalista e publicador de imprensa alemão-austríaco.
Ele nasceu em uma família judia em Düsseldorf; um de seus irmãos era Heinrich Heine . Ao concluir sua educação preliminar em Hamburgo, ele estudou nas universidades de Halle e Göttingen. Ele primeiro se envolveu na agricultura, depois nos negócios e depois entrou no exército austríaco, subindo para o posto de primeiro-tenente. Em 1847, ele fundou em Viena Das Fremdenblatt, um periódico que se tornou o órgão oficial do Ministério das Relações Exteriores da Áustria. Em 1867, tornou-se membro da 3ª classe da Ordem da Coroa de Ferro e, conforme previsto nos estatutos desta ordem, tornou-se um cavaleiro hereditário da nobreza austríaca. Em 1870, ele foi elevado ao posto de Freiherr, com o cognomen Geldern, o nome de família de sua mãe. Ele também foi decorado com a Ordem de Franz Joseph da segunda classe.

Um de seus filhos, Maximilian Heine, escreveu sob o nome "Heldern" e foi o autor do libreto da opereta Mirolan.